# Ваља Ларга (Муреш)
Ваља Ларга (рум. Valea Largă) насеље је у Румунији у округу Муреш у општини Ваља Ларга. Oпштина се налази на надморској висини од 304 m.

## Становништво
Према подацима из 2011. године у насељу је живело 1897 становника.